# Кірхеренбах
Кірхеренбах (нім. Kirchehrenbach) — громада в Німеччині, розташована в землі Баварія. Підпорядковується адміністративному округу Верхня Франконія. Входить до складу району Форхгайм. Центр об'єднання громад Кірхеренбах.
Площа — 8,24 км2. Населення становить 2219 ос. (станом на 31 грудня 2020).

## Галерея

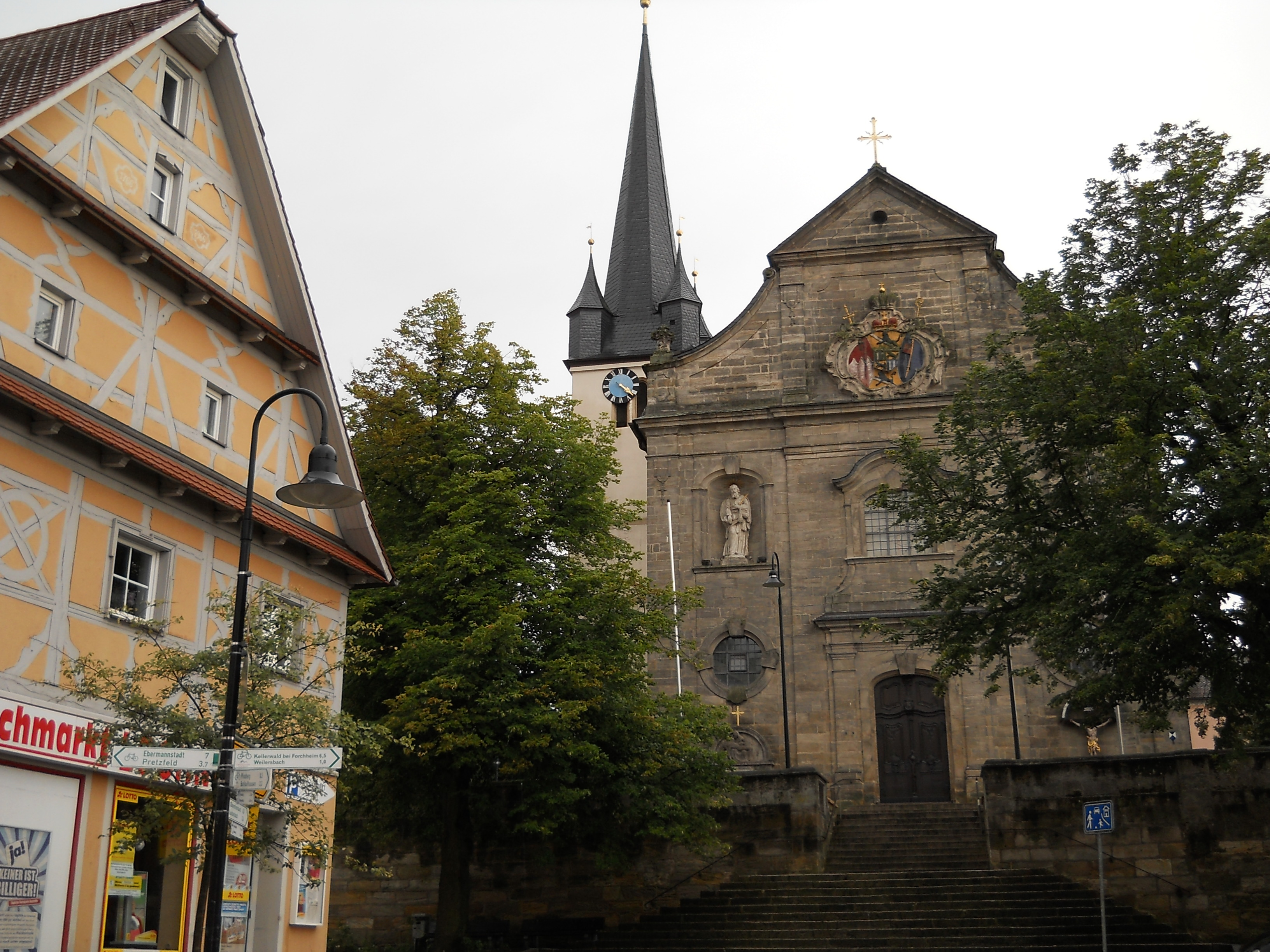
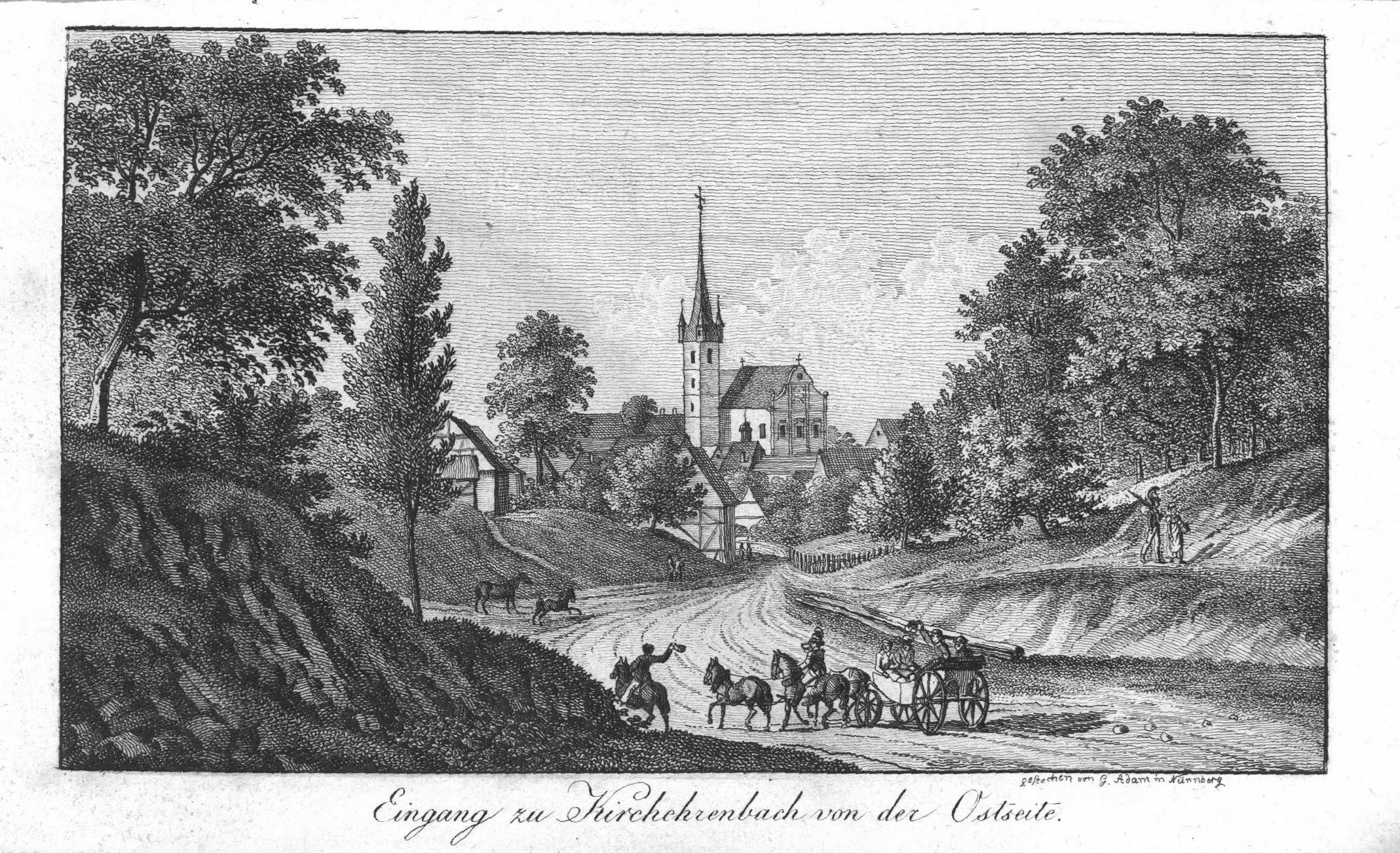